# Richard Weston
Weston fue originalmente un hilandero de Leicester, y en algunos de su anónima obras se describe como un "caballero rural". En 1773 está viviendo en Kensington Gore, y más tarde vuelve a Leicester, donde sería secretario de la Sociedad de Agricultura. Por el número de obras publicadas, es evidente su muy sagaz visión de la flora, y de la literatura respectiva.
Su primera mayor obra "Tracts on Practical Agriculture and Gardening", con un catálogo de escritores ingleses sobre los viveros de jardinería y de botánica, fue publicado en 1769 y lo dedica a la Sociedad de Artes. Escribió dos obras multipartes con nombres en latín Botanicu Universalis y Flora Anglicana, además de obras más pequeñas, así como artículos en Gentleman's Magazine. También publicó obras sobre la historia y la literatura de Leicester.

## Publicaciones[2]
- Tracts on Practical Agriculture and Gardening 1769
- Botanicus Universalis et Hortulanus - 4 volumes 1770 - 1777
- Flora Anglicana... - 2 parts 1775 and 1780
- The Gardener's and Planter's Calendar 1773, 2nd ed. 1778
- The Gentleman's and Lady's Gardener 1774
- The Gardener's Pocket Calendar 1774
- Ellis's Gardener's Calendar 1774
- The Nurseryman and Seedsman's Catalogue of Trees Shrubs, Plants and Seeds 1774
- A New and Cheap Manure 1791
- The Leicester Directory 1794

- La abreviatura «Weston» se emplea para indicar a Richard Weston como autoridad en la descripción y clasificación científica de los vegetales.[3]